# 奥利维尔·范诺尔特
奥利维多·范诺尔特（荷蘭語：Olivier van Noort；1558年—1627年2月22日），是一位荷兰商船的船长和第一个环游世界的荷兰人。
1558年，奥利维多·范诺尔特出生于乌得勒支，于1598年7月2日离开鹿特丹，带着四艘船，计划攻打西班牙在太平洋的财产，并在荷兰、西班牙之间的八十年战争期间，与中国、摩鹿加群岛进行贸易。他的船装备不佳，尤其是在军备方面，船员不守规矩。
尽管如此，范诺尔特还是经过麦哲伦海峡，在南美洲的太平洋沿岸劫获了许多船只（包括西班牙籍和其他）。由于风暴，他在途中失去了两艘船，包括他的旗舰——“亨德里克·弗雷德里克号”（Hendrick Frederick）在摩鹿加群岛的特尔纳特遭到破坏。在1600年11月和12月，他在菲律宾马尼拉湾的科雷希多岛周围建立了他剩余的两艘帆船“毛里求斯号”和“和睦号”的泊位。
从那时起，他从事着西班牙人所认为的海盗活动，抢劫目标是往来马尼拉的航行路线。这种情况在1600年12月14日的财富岛海战之后就结束了。西班牙人失去了他们的旗舰“圣安东尼奥号”（它的残骸在1992年被发现，并且装满了瓷器和金子）。荷兰船只“和睦号”使范诺尔特的立场站不住脚，迫使他退出菲律宾。

## 进一步阅读
- Gerhard, Peter. Pirates of the Pacific 1575-1742. Glendale, Ca: A.H. Clark Co., 1990. ISBN 0-8032-7030-5
- Gerhard, Peter. Pirates of New Spain, 1575-1742. Mineola, Ny: Courier Dover Publications, 2003. ISBN 0-486-42611-4
- Lane, Kris E. Pillaging the Empire: Piracy in the Americas, 1500-1750. Armunk, New York: M.E. Sharpe, 1998. ISBN 0-7656-0257-1
- Quanchi, Max. . The Scarecrow Press. 2005. ISBN 0810853957.
- Schmidt, Benjamin. Innocence Abroad: The Dutch Imagination and the New World, 1570-1670. New York: Cambridge University Press, 2001. ISBN 0-521-80408-6
- Silverberg, Robert. The Longest Voyage: Circumnavigation in the Age Of Discovery (1972)  1997 Ohio University Press, ISBN 0-8214-1192-6
- Bennett, R.S. "Australia and its neighbours 1494-1799  Western powers reach out to the East and Pacific Ocean" Auckland, New Zealand RSB Publications   2014 ISBN 978-0-473-27659-1.